# 1550
Відродження •  Реформація •  Доба великих географічних відкриттів •  Ганза

## Геополітична ситуація
Османську державу очолює Сулейман I Пишний (до 1566). Імператором Священної Римської імперії є Карл V Габсбург (до 1555). У Франції королює Генріх II Валуа (до 1559).
Середню частину Апеннінського півострова займає Папська область. Неаполітанське королівство на півдні захопила Іспанія. Венеційська республіка залишається незалежною, Флорентійське герцогство, Генуя та герцогство Міланське входять до складу Священної Римської імперії.
Іспанським королівством править Карл V (до 1555). В Португалії королює Жуан III Благочестивий (до 1557).
Едуард VI є королем Англії (до 1553). Королем Данії та Норвегії — Кристіан III (до 1559). Королем Швеції — Густав I Ваза (до 1560). Королем частини Угорщини та Богемії є римський король Фердинанд I Габсбург (до 1564). На більшій частині Угорщини править Янош II Жигмонд Заполья як васал турецького султана за регентства матері Ізабелли Ягеллонки. Королем Польщі та Великим князем литовським є Сигізмунд II Август (до 1572).
Галичина входить до складу Польщі. Волинь належить Великому князівству Литовському. Московське князівство очолює Іван IV (до 1575).
На заході євразійських степів існують Казанське ханство, Кримське ханство, Астраханське ханство, Ногайська орда. Єгипет захопили турки. Шахом Ірану є сефевід Тахмасп I.
У Китаї править династія Мін. Значними державами Індостану є Імперія Великих Моголів, Біджапурський султанат, Віджаянагара. В Японії триває період Муроматі.
Триває підкорення Америки європейцями. На завойованих землях ацтеків існує віцекоролівство Нова Іспанія, на колишніх землях інків — Нова Кастилія.

## Події
- Дмитра Байду-Вишневецького призначено старостою Черкас та Канева.
- Письмова згадка про село Горонда (Мукачівський район).
- 8 лютого оголошено про обрання новим папою римським Юлія III.
- Засновано місто Гельсінкі.
- Протестант Примож Трубар переклав Катехізис словенською мовою.
- Монголи на чолі з Алтан-ханом взяли в облогу Пекін.
- У Новій Іспанії розпочалася Чичимецька війна — напади чичимеків на іспанські каравани.
- Конкістадор Педро де Вальдивія розбив велике військо мапуче на теренах сучасного Чилі.

## Народились
Докладніше: Народилися 1550 року
- 27 червня — Карл IX, король Франції.

## Померли
Докладніше: Померли 1550 року
- 7 листопада — Йон Арасон, останній римо-католицький єпископ Ісландії до запровадження лютеранства, обезголовлений разом з двома синами — законодавцем Аре та священиком Бйорном.